# Андраш Райна
Андраш Райна (угор. Rajna András; 3 вересня 1960, Будапешт) — угорський весляр-байдарочник, виступав за збірну Угорщини від початку 1980-х до середини 1990-х років. Срібний призер літніх Олімпійських ігор в Атланті, срібний і бронзовий призер чемпіонатів світу, володар бронзових медалей міжнародного турніру «Дружба-84», багаторазовий переможець регат національного значення.

## Життєпис
Андраш Райна народився 3 вересня 1960 року в Будапешті. Активно займатися веслуванням почав у ранньому дитинстві, проходив підготовку в місцевому столичному спортивному клубі MTK.
Першого серйозного успіху на дорослому міжнародному рівні досягнув 1983 року, коли побував на чемпіонаті світу у фінському Тампере, звідки привіз бронзову нагороду, яку виграв у змаганнях чотиримісних байдарок на дистанції 500 метрів. Як член угорської національної збірної 1984 року мав брати участь в Олімпійських іграх в Лос-Анджелесі, проте країни соціалістичного табору з політичних причин бойкотували ці змагання, і замість цього він виступив на альтернативному турнірі «Дружба-84» в Східному Берліні, де теж досягнув успіху, зокрема завоював бронзові медалі у програмі одиночок на п'ятистах метрах і в програмі четвірок на тисячі метрів, при цьому його партнерами були Жолт Дьюлаї, Іштван Йоош і Чаба Абрахам.
1986 року Райна виступив на світовій першості в канадському Монреалі, де став срібним призером у двійках на півкілометровій дистанції. Завдяки низці вдалих виступів удостоївся права захищати честь країни на літніх Олімпійських іграх 1988 року в Сеулі — разом з напарником Тібором Хейї тут брав участь в гонці байдарок-двійок на кілометрі, зумів пробитися у фінальну стадію турніру, але у вирішальному заїзді фінішував лише дев'ятим. Через чотири роки пройшов кваліфікацію на Олімпіаду в Барселоні, у тій самій дисципліні цього разу прийшов до фінішу шостим (його партнером цього разу був Крістіан Бартфаї).
Після двох Олімпіад Андраш Райна залишився в основному складі збірної Угорщини і продовжив брати участь у найбільших міжнародних регатах. Так, у 1994 році він стартував на чемпіонаті світу в Мехіко, де у двійках на п'ятистах метрах виграв срібну медаль. Бувши одним з лідерів команди, вирушив на Олімпійські ігри 1996 року в Атланті, де у складі чотиримісного екіпажу, до якого також увійшли веслярі Аттіла Адровіц, Ференц Чіпеш і Габор Хорват, завоював «срібло» в гонці на 1000 метрів. Невдовзі після цих олімпійських змагань вирішив завершити кар'єру професійного спортсмена.